# Julian Baumgartlinger
Julian Baumgartlinger (ur. 2 stycznia 1988 w Salzburgu) – austriacki piłkarz występujący na pozycji pomocnika. Występował w reprezentacji Austrii.

## Kariera klubowa
Baumgartlinger treningi rozpoczął w klubie USC Mattsee. W 2001 roku przeszedł do juniorskiej ekipy niemieckiego zespołu TSV 1860 Monachium. W 2006 roku został włączony do jego drużyny rezerw, grających w Regionallidze Süd. 12 listopada 2007 roku zadebiutował w pierwszej drużynie TSV w zremisowanym 0:0 meczu rozgrywek 2. Bundesligi z Borussią Mönchengladbach. Do końca sezonu 2008/2009 zagrał w 13 ligowych meczach TSV.
Latem 2009 roku podpisał kontrakt z Austrią Wiedeń. W austriackiej Bundeslidze zadebiutował 24 lipca 2009 roku w wygranym 5:4 pojedynku z LASK Linz. 13 listopada 2010 roku w wygranym 5:1 spotkaniu z Kapefenbergerem strzelił pierwszego gola w Bundeslidze.
W 2011 roku Baumgartlinger przeszedł do niemieckiego 1. FSV Mainz 05.

## Kariera reprezentacyjna
Baumgartlinger jest byłym reprezentantem Austrii U-16, U-17, U-18, U-19, U-20 oraz U-21. W pierwszej reprezentacji Austrii zadebiutował 9 września 2009 roku w zremisowanym 1:1 meczu eliminacji Mistrzostw Świata 2010 z Rumunią.